# West Indies Cricket Team in Neuseeland in der Saison 2005/06
Die Tour des West Indies Cricket Teams nach Neuseeland in der Saison 2005/06 fand vom 16. Februar bis zum 29. März 2006 statt. Die internationale Cricket-Tour war Bestandteil der Internationalen Cricket-Saison 2005/06 und umfasste drei Tests, fünf ODIs und ein Twenty20. Neuseeland gewann die Test-Serie 2–0, die ODI-Serie 4–1 und die Twenty20-Serie 1–0.

## Vorgeschichte
Neuseeland spielte zuvor eine Tour gegen Sri Lanka, die West Indies in Australien.
Das letzte Aufeinandertreffen der beiden Mannschaften bei einer Tour fand in der Saison 2002 in den West Indies statt.

## Stadien
Die folgenden Stadien wurden für die Tour als Austragungsort vorgesehen.
| Stadion                  | Stadt        | Kapazität | Spiele                  |
| ------------------------ | ------------ | --------- | ----------------------- |
| Eden Park                | Auckland     | 50.000    | 1. Test; 5. ODI; 1. T20 |
| Jade Stadium             | Christchurch | 38.628    | 3. ODI                  |
| McLean Park              | Napier       | 22.500    | 3. Test; 4. ODI         |
| Queenstown Events Centre | Queenstown   | 19.000    | 2. ODI                  |
| Basin Reserve            | Wellington   | 11.000    | 2. Test                 |
| Westpac Stadium          | Wellington   | 34.500    | 1. ODI                  |

## Kaderlisten
Neuseeland benannte seinen ODI-Kader am 9. Februar und seinen Test-Kader am 5. März 2006.
| Test | Test | ODI | ODI | Twenty20 | Twenty20 |
| Neuseeland | West Indies | Neuseeland | West Indies | Neuseeland | West Indies |
| --- | --- | --- | --- | --- | --- |
| - Stephen Fleming (K) - Nathan Astle - Shane Bond - James Franklin - Peter Fulton - Jamie How - Brendon McCullum (wk) - Hamish Marshall - Chris Martin - Kyle Mills - Scott Styris - Daniel Vettori | - Shivnarine Chanderpaul (K) - Ian Bradshaw - Dwayne Bravo - Fidel Edwards - Daren Ganga - Chris Gayle - Brian Lara - Rawl Lewis - Runako Morton - Daren Powell - Denesh Ramdin (wk) - Ramnaresh Sarwan - Dwayne Smith - Jerome Taylor | - Stephen Fleming (K) - Nathan Astle - Shane Bond - James Franklin - Peter Fulton - Jamie How - Brendon McCullum (wk) - Hamish Marshall - Michael Mason - Kyle Mills - Jeetan Patel - Scott Styris - Ross Taylor - Daniel Vettori - Lou Vincent | - Shivnarine Chanderpaul (K) - Ian Bradshaw - Dwayne Bravo - Deighton Butler - Fidel Edwards - Daren Ganga - Chris Gayle - Wavell Hinds - Rawl Lewis - Runako Morton - Denesh Ramdin (wk) - Ramnaresh Sarwan - Dwayne Smith - Jerome Taylor | - Stephen Fleming (K) - Nathan Astle - Shane Bond - Chris Cairns - James Franklin - Peter Fulton - Brendon McCullum (wk) - Hamish Marshall - Jeetan Patel - Scott Styris - Lou Vincent | - Shivnarine Chanderpaul (K) - Ian Bradshaw - Dwayne Bravo - Deighton Butler - Daren Ganga - Chris Gayle - Wavell Hinds - Runako Morton - Denesh Ramdin (wk) - Dwayne Smith - Jerome Taylor |

## Twenty20 International in Auckland
| 16. Februar Scorecard | Auckland | West Indies 126-7 (20)                         | – | Neuseeland 126-8 (20) |
|                       |          | Unentschieden (Neuseeland gewinnt im Bowl-Out) |   |                       |

## One-Day Internationals

### Erstes ODI in Wellington
| 18. Februar Scorecard | Wellington | Neuseeland 288-9 (50)          | – | West Indies 207 (47.3) |
|                       |            | Neuseeland gewinnt mit 81 Runs |   |                        |

### Zweites ODI in Queenstown
| 22. Februar Scorecard | Queenstown | West Indies 200-9 (50)           | – | Neuseeland 204-7 (42) |
|                       |            | Neuseeland gewinnt mit 3 Wickets |   |                       |

### Drittes ODI in Christchurch
| 25. Februar Scorecard | Christchurch (JS) | Neuseeland 276-6 (50)          | – | West Indies 255 (49) |
|                       |                   | Neuseeland gewinnt mit 21 Runs |   |                      |

### Viertes ODI in Napier
| 1. März Scorecard | Napier | Neuseeland 324-6 (50)          | – | West Indies 233-8 (50) |
|                   |        | Neuseeland gewinnt mit 91 Runs |   |                        |

### Fünftes ODI in Auckland
| 4. März Scorecard | Auckland | Neuseeland 233 (49.3)             | – | West Indies 234-7 (49.4) |
|                   |          | West Indies gewinnt mit 3 Wickets |   |                          |

## Tests

### Erster Test in Auckland
| 9. – 13. März Scorecard | Auckland | Neuseeland 275 (69.1) & 272 (103.1) | – | West Indies 257 (71.2) & 263 (102.3) |
|                         |          | Neuseeland gewinnt mit 27 Runs      |   |                                      |

### Zweiter Test in Wellington
| 17. – 20. März Scorecard | Wellington | West Indies 192 (61.4) & 215 (90.5) | – | Neuseeland 372 (106.3) & 37-0 (8.1) |
|                          |            | Neuseeland gewinnt mit 10 Wickets   |   |                                     |

### Dritter Test in Napier
| 25. – 29. März Scorecard | Napier | West Indies 256-4 (78.1) | – | Neuseeland |
|                          |        | Remis                    |   |            |